# Пальмер, Роберт Брайан
Роберт Брайан Па́льмер (р. 1934) — английский и американский физик-экспериментатор, специалист в области физики высоких энергий, физики ускорителей. Автор и соавтор более 300 публикаций.

## Биография
Родился в 1934 году в Лондоне. В 1956 году получил степень бакалавра в Имперском колледже Лондона Там же получает степень PhD в 1960 году, участвуя в работах по созданию Европейской пузырьковой камеры. Далее стал работать в  Брукхейвенской национальной лаборатории (США), участвовал в открытии Омега-минус гиперона, что было в 1993 году отмечено Премией Панофского Американского физического общества. В 1972-73 годах участвовал в открытии нейтральных токов в эксперименте с огромной пузырьковой камерой Гаргамель в ЦЕРН.
В 1973 году предложил механизм для продольного стохастического охлаждения, сокращения разброса импульсов в пучке ионов, применяя пикап Пальмера.
Участвовал в проектах Брукхейвенской лаборатории адронного коллайдера ISABELLE (закрыт), линейного коллайдера лаборатории SLAC, ещё одного закрытого проекта крупнейшего коллайдера SSC. Принимал участие в разработке проекта мюонного коллайдера. Участвует в проекте электрон-ионного коллайдера.
Участник комитета по развитию будущих ускорителей ICFA, и других международных организаций.
С 2021 года на пенсии.

## Публикации
- R. Palmer, A.V. Tollestrup. Superconducting Magnet Technology for Accelerators // Annual Review of Nuclear and Particle Science. — 1984. — Т. 34. — С. 247-284. — doi:10.1146/annurev.ns.34.120184.001335.
- R.B. Palmer. Prospects for High-Energy e+e− Linear Colliders // Annual Review of Nuclear and Particle Science. — 1990. — Т. 40. — С. 529-592. — doi:10.1146/annurev.ns.40.120190.002525.
- R.B. Palmer. Accelerator parameters for γ-γ colliders // Nucl.Instrum.Meth.A. — 1995. — Т. 355. — С. 150-153. — doi:10.1016/0168-9002(94)01195-8.
- R. Palmer et al. Ionization cooling ring for muons // Physical Review Accelerators and Beams. — 2005. — Т. 8. — С. 061003. — doi:10.1103/PhysRevSTAB.8.061003.
- R.B. Palmer. Muon Colliders // Reviews of Accelerator Science and Technology. — World Scientific, 2014. — Т. 7. — С. 137-159. — doi:10.1142/S1793626814300072.